# تحصیل جهانیان
تحصیل جهانیان (به انگلیسی: Jahanian Tehsil) یک یک تحصیل در پاکستان است که در Jehanian واقع شده‌است.